# Siegfried Westphal
Siegfried Westphal (ur. 18 marca 1902 w Lipsku, zm. 2 lipca 1982 w Celle) – niemiecki generał.
Podczas Kampanii północnoafrykańskiej służył pod dowództwem Erwina Rommla. W 1943 Westphal jako jeden z najmłodszych generałów został przypisany pod dowództwo Alberta Kesselringa we Włoszech. Tego samego roku został dowódcą sztabu generała Gerda von Rundstedt.

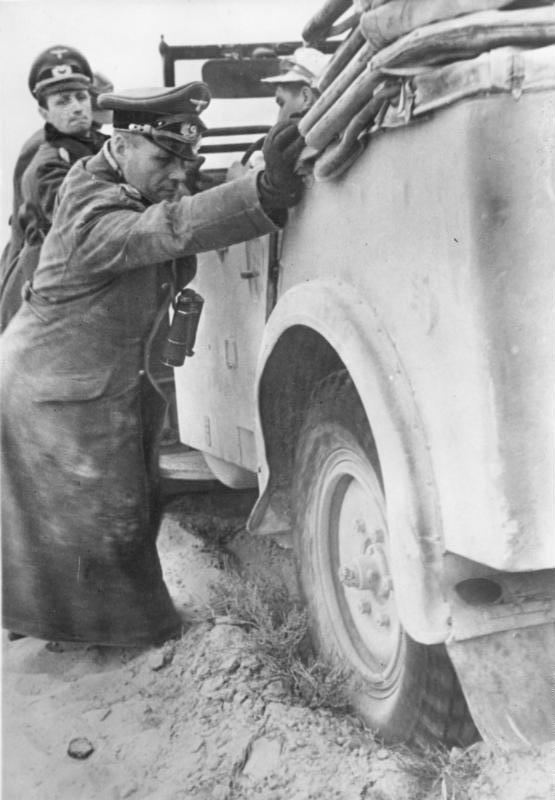
Siegfried Westphal (z tyłu) z Erwinem Rommlem, Afryka Północna 1941

W 1952 roku napisał książkę The German Army in the West.